# 張才 (後趙)
張才（？—349年），五胡十六国時代後趙人物。匈奴烏譚種出身。《太平御览》記載为張材支。
他擅长围棋等棋盤遊戯以及蹴鞠、斗鸡。他身高八尺，据说饮酒一石以上也不醉。他在後趙历任殿中将軍、冀州刺史。
349年十一月，義陽王石鑒即帝位，但实权掌握在石閔、李农手中。十二月，石鑑不满石閔等人的专横，下令张才、乐平王石苞、中书令李松暗殺石閔。对此，张才等人对琨華殿内的石閔等人进行夜袭，但未能成功。此事引起宮中大乱，石鑑深恐石閔等人报复，假装与此事无关，指斥张才等人为作乱。当晚，张才、李松就在西中华门被处决，同时杀害石苞。